# High Speed Motors
High Speed Motors war ein britischer Automobilhersteller in London. Nur 1938 baute man dort ein Sportwagenmodell unter dem Namen HSM.
Der HSM Sports war eine exakte Kopie des Triumph Dolomite Straight Eight aus dem Jahre 1934. Sein kompressorbestückter Reihenachtzylindermotor mit 2,0 l Hubraum besaß zwei obenliegende Nockenwellen und leistete 140 bhp (103 kW) bei 5.500 min−1. Anstatt des einzelnen Solex-Vergasers besaß einer zwei Vergaser von Zenith. Das Gewicht des zweitürigen Roadsters lag bei 965 kg.
Bereits 1939 waren das Modell und auch die Marke wieder vom Markt verschwunden.

## Modelle
| Modell | Bauzeitraum | Zylinder | Hubraum  | Leistung         | bei Drehzahl | Radstand |
| ------ | ----------- | -------- | -------- | ---------------- | ------------ | -------- |
| Sports | 1938        | 8 Reihe  | 1990 cm³ | 140 bhp (103 kW) | 5500 min−1   | 2642 mm  |

## Quelle
- David Culshaw & Peter Horrobin: The Complete Catalogue of British Cars 1895–1975. Veloce Publishing plc. Dorchester (1999).  ISBN 1-874105-93-6